# Marguerite Hessein de La Sablière
Marguerite Hessein, dame de La Sablière, baptisée le 18 mars 1640 et morte le 6 janvier 1693, est une salonnière française. 

## Biographie
Dame distinguée par son esprit et sa bienfaisance, Marguerite Hessein, dame de la Sablière est une des gloires du XVIIe siècle. Elle naît dans une famille protestante, et apprend la physique, l’astronomie, les mathématiques, la musique et possède plusieurs langues dont le grec ancien. Elle écrit cent Maximes chrétiennes qui sont publiées à titre posthume en 1705. Absent de la première édition, son nom apparaît dans une réédition de 1743, et remplace la désignation "M.****" dans une réédition de 1777.
Son salon de la Folie-Rambouillet, rue Neuve-des-Petits-Champs, rassemble la meilleure société : on y rencontrait Benserade, Brancas, Chapelle, Chaulieu, Conrart, Boileau, le marquis de La Fare, , Fontenelle, Gassendi, Huet, le duc de Lauzun, Ninon de Lenclos, Molière, le duc de Nemours, Pellisson, Perrault, Racine,La Fontaine,
Tallemant des Réaux, Roberval, Rohault, Sauveur , la marquise de Sévigné et la comtesse de La Fayette.
Elle s’est immortalisée par la protection qu’elle accorda au voyageur Bernier qui écrit pour elle son Abrégé de Gassendi et par l’hospitalité qu’elle donne en 1672, à la mort de Marguerite de Lorraine, duchesse d'Orléans et jusqu'à sa propre mort, à Jean de La Fontaine. Celui-ci lui voue une véritable adoration, et lui écrit une fable, le discours à Madame de La Sablière.
Elle inspire aussi à La Fare une vive passion, partagée,  que le poète a chantée dans ses vers. Ils rompent en 1679.
Convertie au catholicisme, elle se retire à l'hôpital des Incurables pour s'occuper des malades  puis rue Neuve-Saint-Honoré au-dessus du couvent des Feuillants où elle vit jusqu'à sa mort.
Elle épouse, en 1654, Antoine de Rambouillet de La Sablière, également protestant, fils d’un riche financier (Nicolas de Rambouillet, époux de Louise-Madeleine Henry de Cheusse), financier lui-même et régisseur des domaines du roi, homme d’esprit et ami du plaisir, qui a composé de jolis madrigaux, publiés en 1680 par son fils et réimprimés en 1825 dans les Petits classiques français de Charles Nodier. Il la trompe et se ruine. 
Séparée de ses enfants et privée de ses biens, elle est même un temps enfermée dans un couvent. En 1677, un accord intervint entre les époux, et Mme de La Sablière rentre en possession de sa dot. Cela lui permet de vivre librement rue Neuve-des-Petits-Champs.
Comme elle a abjuré la religion protestante quelques mois avant la révocation de l’Édit de Nantes, le roi lui accorde une pension de 2 000 livres. Elle meurt le 6 janvier 1693 d'un cancer du sein.

## Anecdote
Dans une de ses lettres, Madame de Sévigné mentionne que Madame de La Sablière est la première à mettre du lait dans son thé. Cette pratique est due au fait que Madame de la Sablière, prenant grand soin de ses tasses en porcelaine, y versait à l'intérieur un peu de lait avant d'y mettre le thé de façon à refroidir la tasse pour qu'elle ne se fissure pas.

## Entourage familial
Marguerite Hessein est la fille de Gilbert Hessein, conseiller et maître d'hôtel du roi, et de Marguerite Menjot .
Elle épouse au temple protestant de Charenton, le 15 mars 1654, Antoine de Rambouillet, écuyer, sieur de La Sablière, régisseur des domaines du roi, conseiller secrétaire du Roi en 1677. Né à Paris le 17 juin 1624, il y meurt le 3 mai 1679. Il est le fils de Nicolas de Rambouillet, écuyer, seigneur du Plessis Franc, Lancé, La Sablière, conseiller secrétaire du Roi, et de Catherine Bigot .
De ce mariage sont issus trois enfants, :
- Anne de Rambouillet, née en 1655, mariée en 1672 à Jacques Muisson
- Nicolas de Rambouillet, seigneur du Plessis et de Lancey, né en 1656. Il s'enfuit de France lors de la révocation de l'Édit de Nantes. Sa fille Renée Madeleine de La Sablière épousa, en février 1701, Charles Trudaine, prévôt des marchands de Paris
- Marguerite de Rambouillet, morte à Paris le 30 novembre 1714, mariée au temple de Quevilly le 2 mai 1678 avec Guillaume Scot, écuyer, marquis de La Mésangère, conseiller au Parlement de Normandie, mort le 16 juillet 1682 (dont deux fils), remariée en 1690 avec Charles, comte de Nocey de Fontenay [6].